# Boutiers-Saint-Trojan
Boutiers-Saint-Trojan és un municipi francès situat al departament del Charente i a la regió de la Nova Aquitània. L'any 2007 tenia 1.319 habitants.

## Demografia

### Població
El 2007 la població de fet de Boutiers-Saint-Trojan era de 1.319 persones. Hi havia 548 famílies de les quals 112 eren unipersonals (60 homes vivint sols i 52 dones vivint soles), 220 parelles sense fills, 184 parelles amb fills i 32 famílies monoparentals amb fills.
La població ha evolucionat segons el següent gràfic:
Habitants censats

### Habitatges
El 2007 hi havia 630 habitatges, 557 eren l'habitatge principal de la família, 22 eren segones residències i 51 estaven desocupats. 621 eren cases i 5 eren apartaments. Dels 557 habitatges principals, 481 estaven ocupats pels seus propietaris, 70 estaven llogats i ocupats pels llogaters i 6 estaven cedits a títol gratuït; 2 tenien una cambra, 9 en tenien dues, 44 en tenien tres, 159 en tenien quatre i 343 en tenien cinc o més. 444 habitatges disposaven pel capbaix d'una plaça de pàrquing. A 210 habitatges hi havia un automòbil i a 321 n'hi havia dos o més.

### Piràmide de població
La piràmide de població per edats i sexe el 2009 era:
| Homes | Edats   | Dones |
| ----- | ------- | ----- |
| 0     | 95 o +  | 0     |
| 8     | 90 a 94 | 4     |
| 8     | 85 a 89 | 8     |
| 4     | 80 a 84 | 8     |
| 16    | 75 a 79 | 32    |
| 20    | 70 a 74 | 12    |
| 40    | 65 a 69 | 32    |
| 40    | 60 a 64 | 56    |
| 32    | 55 a 59 | 40    |
| 52    | 50 a 54 | 40    |
| 76    | 45 a 49 | 72    |
| 64    | 40 a 44 | 80    |
| 76    | 35 a 39 | 60    |
| 40    | 30 a 34 | 48    |
| 16    | 25 a 29 | 20    |
| 28    | 20 a 24 | 4     |
| 32    | 15 a 19 | 40    |
| 56    | 10 a 14 | 52    |
| 48    | 5 a 9   | 44    |
| 44    | 0 a 4   | 16    |

## Economia
El 2007 la població en edat de treballar era de 860 persones, 596 eren actives i 264 eren inactives. De les 596 persones actives 538 estaven ocupades (305 homes i 233 dones) i 58 estaven aturades (22 homes i 36 dones). De les 264 persones inactives 128 estaven jubilades, 73 estaven estudiant i 63 estaven classificades com a «altres inactius».

### Ingressos
El 2009 a Boutiers-Saint-Trojan hi havia 577 unitats fiscals que integraven 1.419,5 persones, la mediana anual d'ingressos fiscals per persona era de 19.781 €.

### Activitats econòmiques
Dels 33 establiments que hi havia el 2007, 3 eren d'empreses alimentàries, 1 d'una empresa de fabricació d'altres productes industrials, 4 d'empreses de construcció, 4 d'empreses de comerç i reparació d'automòbils, 4 d'empreses de transport, 2 d'empreses d'hostatgeria i restauració, 4 d'empreses immobiliàries, 4 d'empreses de serveis, 5 d'entitats de l'administració pública i 2 d'empreses classificades com a «altres activitats de serveis».
Dels 3 establiments de servei als particulars que hi havia el 2009, 1 era un paleta, 1 guixaire pintor i 1 perruqueria.
Dels 2 establiments comercials que hi havia el 2009, 1 era una carnisseria i 1 una botiga de material esportiu.
L'any 2000 a Boutiers-Saint-Trojan hi havia 13 explotacions agrícoles.

## Equipaments sanitaris i escolars
El 2009 hi havia una escola elemental.

## Poblacions més properes
El següent diagrama mostra les poblacions més properes.